# Hypoprepia miniata
Hypoprepia miniata là một loài bướm đêm thuộc phân họ Arctiinae, họ Erebidae.